# Nyctimantis galeata
Nyctimantis galeata è una specie di rana appartenente alla famiglia delle Hylidae. È una specie endemica del Brasile, conosciuta solo per vivere nello stato di Bahia, ad altezze che raggiungono i 1000 metri sul livello del mare. Il suo habitat naturale sono le foreste tropicali o subtropicali umide.